# بلدية النسيم
بلدية النسيم هي إحدى بلديات مدينة الرياض في المملكة العربية السعودية.
رئيس البلدية     المهندس عبدالله الموسى

## الأحياء التابعة للبلدية
- حي الريان
- حي الروابي
- حي السلام
- حي المنار
- حي النسيم الغربي
- حي النسيم الشرقي[1][2]

## وصلات خارجية
- بلدية النسيم، موقع أمانة الرياض (مؤرشف).